# Nexus (canção)
"Nexus" é uma música da ClariS, usada como tema do nono volume da light novel Ore no Imōto ga Konna ni Kawaii Wake ga Nai e como tema de abertura do jogo Ore no Imōto ga Konna ni Kawaii Wake ga Nai Portable ga Tsuzuku Wake ga Nai. Foi lançada em 14 de setembro de 2011 pela SME Records.

## Desempenho nas paradas
| Parada (2011)                    | Melhor posição |
| -------------------------------- | -------------- |
| Japão Billboard Japan Hot 100    | 22             |
| Japão Singles Semanais da Oricon | 5              |